# Cultura de Samara
La cultura de Samara va ser una cultura eneolítica (Edat del Coure) que va florir al voltant del canvi del mil·lenni V aC, a la Corva de Samara del riu Volga (a la Rússia actual). La cultura de Samara es considera relacionada amb les cultures prehistòriques contemporànies o posteriors de l'Estepa Pòntica-càspia, com ara les cultures de Khvalynsk, Repin i iamna (o iamnaya). La pàtria protoindoeuropea sovint està vinculada a una o més d'aquestes cultures.

## Lloc i època
La cultura de Samara va ser una cultura eneolítica de principis del mil·lenni V aC a la regió de la corva de Samara del Volga mitjà, a l'extrem nord de la zona estepària. Va ser descobert durant les excavacions arqueològiques l'any 1973 prop del poble de Syezzheye (Съезжее) prop de Bogatoye. Els llocs relacionats són Varfolomeyevka a la frontera russo-kazakh (5500 aC), que té paral·lels a Dzhangar (Kalmukia), i Mykol'ske, al Dnieper. Les etapes posteriors de la cultura de Samara són contemporànies amb la seva cultura successora a la regió, la primera cultura de Khvalinsk (4700–3800 aC), mentre que les troballes arqueològiques semblen relacionades amb la Cultura de Dniepr-Donets II (5200/5000–4400/4200 aC).
La vall del riu Samara també conté llocs de cultures anteriors (inclosa la cultura d'Elshanka), que s'anomenen descriptivament "cultures de Samara" o "cultures de la vall de Samara". Alguns d'aquests jaciments estan actualment en excavació. "La cultura de Samara" com a nom propi, però, està reservat al primer Eneolític de la regió.

## Genètica
Un mascle enterrat a Lebyazhinka, datat per radiocarboni entre 5640-5555 cal aC, i sovint anomenat pels estudiosos de l'arqueogenètica com el "caçador-recol·lector de Samara" (també conegut com I0124 ; SVP44; M340431), sembla que portava el rar haplogrup Y-DNA R1b1* (R-L278*). Aquest individu és ancestral tant per a l'haplogrup R1b1a1 com per a R1b1a2 i, per tant, és basal tant per al llinatge R-M269 predominantment eurasiàtic occidental com per al llinatge R-M73/M478 principalment no europeu.
Mathieson et al. (2015, 2018) va trobar que un masculí caçador-recol·lector de Lebyazhinka, óblast de Samara que vivia circa 5650-5540 aC pertanyia a l'haplogrup Y R1b1a1a i a l'haplogrup mitocondrial U5a1d.